# Bomarea chimboracensis
Bomarea chimboracensis es una especie de planta fanerógama perteneciente a la familia de las Alstroemeriáceas.  Es originaria de Ecuador.

## Descripción
Una hierba terrestre endémica de Ecuador, en donde se conoce a partir de dos subpoblaciones, la colección tipo registrada en 1880 por K. Lehmann es el único registro en la provincia de Chimborazo. La otra subpoblación se registró en Azuay, y se recoge con frecuencia en el páramo cerca de Cuenca, incluidos los del interior del Parque nacional Cajas. La principal amenaza son los incendios provocados por los seres humanos. La destrucción del hábitat es la única conocida amenaza para la especie.

## Taxonomía
Bomarea chimboracensis fue descrita por John Gilbert Baker, y publicado en Botanische Jahrbücher für Systematik, Pflanzengeschichte und Pflanzengeographie 8: 212. 1887.
Etimología
Bomarea: nombre genérico que está dedicado al farmacéutico francés Jacques-Christophe Valmont de Bomare (1731-1807), que visitó diversos países de Europa y es autor de “Dictionnaire raisonné universel d’histoire naturelle” en 12 volúmenes (desde 1768).
chimboracensis: epíteto geográfico que alude a su localización en Chimborazo. 
Sinonimia
- Bomarea glaucescens var. grandiflora Danguy & Cherm.
- Bomarea subarcuata Danguy & Cherm.
- Collania jamesoniana Kraenzl.
- Collania zahlbrucknerae Kraenzl.[3][4]